# 小松市立丸内中学校
小松市立丸内中学校（こまつしりつ まるのうちちゅうがっこう）は、石川県小松市にある公立中学校。

## 沿革
- 1947年（昭和22年）4月 - "小松市立小松中学校"として設置。　生徒数374名。稚松小学校内および上小松小学校内に教場を置く。
- 1949年（昭和24年）4月 - "小松市立丸之内中学校"と校名変更。安宅中学校を統合し、丸之内中学校安宅分校とする。
- 1950年（昭和25年）4月 - 安宅分校を、（旧）小松市立安宅中学校として分離。
- 1961年（昭和36年）4月 - 丸之内中学校、安宅中学校を統合し小松市立丸内中学校となる。
丸内教場（旧丸之内中、一部稚松小校舎）と安宅教場（旧安宅中校舎）で授業開始。
- 1962年（昭和37年）4月 - （旧）板津中学校を統合し、板津教場とする。
- 1978年（昭和53年）4月 - 小松市立安宅中学校として再分離。
- 1984年（昭和59年）4月 - 小松市立板津中学校として再分離。

## 部活動

### 運動部
- ボート部(男女）
- 陸上競技部(男女）
- バレーボール部(男)
- 野球部(男）
- サッカー部(男）
- 卓球部(男）
- バスケットボール部(女)
- ソフトテニス部(女)

### 文化部
- 吹奏楽部
- 美術部

## 出身者
- 田端信太郎 - YouTuber

## 交通アクセス
- 北陸本線 小松駅下車